# Ешлі Колдуелл
Ешлі Колдуелл (14 вересня 1993 , Ешберн, Вірджинія ) — американська фристайлістка, фахівець із лижної акробатики, олімпійська чемпіонка 2022 року, чемпіонка світу.

## Спортивні результати

### Олімпійські ігри
| Рік  | Місто                     | Акробатика | Змішана команда |
| ---- | ------------------------- | ---------- | --------------- |
| 2010 | Ванкувер, Канада          | 10         | Н/Д             |
| 2014 | Сочі, Росія               | 10         | Н/Д             |
| 2018 | Пхьончхан, Південна Корея | 17         | Н/Д             |
| 2022 | Пекін, Китай              | 4          | 1               |

### Чемпіонат світу
| Рік  | Місто                  | Акробатика | Змішана команда |
| ---- | ---------------------- | ---------- | --------------- |
| 2011 | Дір-Веллі, США         | 4          | Н/Д             |
| 2015 | Крайшберг, Австрія     | 4          | Н/Д             |
| 2017 | Сьєрра-Невада, Іспанія | 1          | Н/Д             |
| 2019 | Юта, США               | 5          | 6               |
| 2021 | Алмати, Казахстан      | 2          | 3               |

### Кубок світу
| Сезон   | Дата           | Місце проведення           | Дисципліна      | Місце |
| ------- | -------------- | -------------------------- | --------------- | ----- |
| 2010-11 | 21 січня 2011  | Лейк-Плесід, США           | акробатика      | 1     |
| 2014-15 | 8 січня 2015   | Дір-Веллі, США             | акробатика      | 1     |
| 2014-15 | 1 березня 2015 | Мінськ/Раубичі, Білорусь   | акробатика      | 1     |
| 2015-16 | 19 грудня 2015 | Пекін, Китай               | акробатика      | 1     |
| 2015-16 | 20 лютого 2016 | Мінськ, Білорусь           | акробатика      | 1     |
| 2016-17 | 14 січня 2017  | Лейк-Плесід, США           | акробатика      | 1     |
| 2010-11 | 19 лютого 2011 | Мінськ/Раубичі, Білорусь   | акробатика      | 2     |
| 2013-14 | 15 грудня 2013 | Бейдаху, Китай             | акробатика      | 2     |
| 2014-15 | 21 лютого 2015 | Москва, Росія              | акробатика      | 2     |
| 2015-16 | 20 грудня 2015 | Пекін, Китай               | акробатика      | 2     |
| 2015-16 | 5 лютого 2016  | Дір-Веллі, США             | акробатика      | 3     |
| 2017-18 | 16 грудня 2017 | Пекін/Секретний сад, Китай | акробатика      | 3     |
| 2018-19 | 2 березня 2019 | Гора Шімао-Лотус, Китай    | акробатика      | 3     |
| 2018-19 | 3 березня 2019 | Гора Шімао-Лотус, Китай    | акробатика      | 3     |
| 2019-20 | 8 березня 2020 | Красноярськ, Росія         | акробатика      | 3     |
| 2020-21 | 16 січня 2021  | Ярославль, Росія           | акробатика      | 3     |
| 2020-21 | 17 січня 2021  | Ярославль, Росія           | змішана команда | 3     |